# Természetfilm.hu
A Természetfilm.hu – hivatalos nevén Természetfilm.hu Tudományos Filmműhely Egyesület – ismeretterjesztő televíziós műsorok, dokumentumfilmek előállításával foglalkozó, független alkotóműhely. 1996-ban alakult, központja és utómunka stúdiója Budapesten található. A Természetfilm.hu célja a természeti értékek megörökítése, valamint az azok megőrzésén, megismerésén munkálkodó természetvédelmi szakemberek és természettudományos munkát folytató kutatók népszerűsítése.
Folyamatosan gyarapodó filmográfiáján túl a Természetfilm.hu több kezdeményezéséről is ismert. Innen ered a mozgalommá nőtt Tiszai PET Kupa ötlete, innen indult nemzetközi útjára a Popular Science Video Workshop, és az itt dolgozók alapították meg az élő vadkamerás közvetítésekre és online filmforgalmazásra szakosodott Filmdzsungel Stúdiót.

## Megalapítása
Az egyesület 1996-ban alakult, eredeti hivatalos elnevezése ECOFilm Tengeralatti Kutatócsoport Egyesület volt.
Alapítói az ELTE Trefort Ágoston Gyakorlóiskola és Gimnázium, valamint az ELTE Radnóti Miklós Gyakorlóiskola és Gimnázium biológia speciális képzésében részt vevő tanulói közül kerültek ki. A szervezet elnevezésekor a tagok Jacques-Yves Cousteau: A Csend Világa című könyvéből kölcsönözték az elnevezést, ugyanis az egyesület kezdetben kizárólag vízalatti filmeket készített. Megalakulásakor a csapat már túl volt több televíziós kisfilmen, de a szervezett keretek közt új lendületet vett a filmgyártás.
A munkát kezdetben Mező András és Székely Orsolya filmrendezők segítette, a munkához a technikai hátteret az Óbuda Televízió biztosította a csapat számára. Így készült el az Adriai Pillanatok (1996), a Tengeri Történetek (1997), a Kormorán Zátony Amfórái (1998) vagy az Elveszett Doboz (2000). Utóbbi két film már fesztiválokon is sikeresen szerepelt, a Kormorán Zátony Amfóráit az Andrásfalvy Bertalan vezette zsűri díjazta Dombováron a Néprajzi és Természetfilm Szemlén, az Elveszett Dobozért pedig Dr. Juhász Árpád adta át a fődíjat a Vagabond Fesztiválon. Az ECOFilm Egyesület filmjeit 1995-ös elindulása után rendszeresen vetítette a SPEKTRUM Televízió és az alkotók szívesen vállaltak ismeretterjesztő előadásokat is. Így kerültek el filmjeik a Tengeri SÓ nevű rendezvénysorozatra, amelyet Brankovits István búvároktató, a Galathea Búvárközpont vezetője és az ismeretterjesztés lelkes híve szervezett. A Tengeri SÓ rendszeres előadója volt Dombovári Tibor, nemzetközi hírű vízalatti fotográfus. Dombovári itt figyelt fel a csapatra, és ettől kezdve – Brankovits Istvánnal, a GALATHEA Búvárközpont vezetőjével és a Tengeri SÓ Alapítvány létrehozójával együtt – minden lehetséges módon segítette a fiatalok munkáját. 2001-től kezdve az ECOFilm Tengeralatti Kutatócsoport stábja – Dombovári Tibornak köszönhetően – rendszeres vendég lett az Antibes-i Vízalatti Filmek Nemzetközi Fesztiválján, és több alkalommal filmes expedíción vett részt Pápua Új Guineában, a búvárkodás Mekkájának számító Bismarck-tengeren. A sikeres együttműködést egy nagyformátumú történelmi dokumentumfilm-sorozat, a Monarchia Hajóroncsai (2003) koronázta meg, amely három Osztrák-Magyar Monarchia korabeli hadihajó (Streiter, Zenta, Szent István) történetét dolgozta fel.

## Átalakulása
A kizárólag vízalatti filmeket készítő egyesület történetében a 2002-es év hozott fordulópontot, amikor Molnár Attila Dávid felkérést kapott Fiar Sándortól, a DELTA Tudományos Híradó akkori műsorvezetőjétől, hogy vegyen részt a Magyar Antarktiszi Filmes és Kutató Expedíción, melynek tudományos vezetője Dr. Nagy Balázs, producere és filmes rendezője pedig Tóth Zsolt Marcell volt. Tóth Zsolt Marcell 1995-ben már segítette az egyesület munkáját, ő volt a vágója az Akvárium Falak Nélkül (1995-1996) című, vörös-tengeri expedíciós búvárfilmnek. A következő, 3 hónapos közös forgatás eredménye a Antarktisz: az Élet Fagyos Szigete (2003) című televíziós sorozat lett. A sikeres antarktiszi expedíció után az egyesület stábja és Tóth Zsolt Marcell produkciós cége egyre több filmet készített együtt. Így készült el a Fagyos Oázis (2005), a Farkaslesen (2005), a Bence meg a többi jómadár (2006), vagy az igazi nemzetközi fesztiválsikereket hozó Budapesti Vadon (2006). 2007-ben az egyesület átalakult, új neve Természetfilm.hu Tudományos Filmműhely Egyesület lett, és ettől kezdve nemcsak a víz alatt, hanem szárazföldön is készített filmeket. Még ugyanabban az évben, Pálfi Szabolcs animációs filmes közreműködésének köszönhetően a Természetfilm.hu elfoglalhatta első irodáját a Döbrentei téren. Az eredetileg mosókonyhának épült helyiségek becenevet kaptak, így született meg a "Bunki". Annak ellenére, hogy a földalatti helyiségekben sem megfelelő fűtés, sem ablak nem volt, itt vette kezdetét az egyesület történetének egyik legtermékenyebb időszaka. A Magyar Televízió megrendelésére itt készült el a Természetfilmesek és egyéb állatfajták (2009) című sorozat, a SPEKTRUM Televízió megrendelésére pedig itt került sor a Fejjel a Fajnak (2009), a Hangyák Mindent Tudnak (2010), és a Láthatatlan Madárfotós (2011) című televíziós sorozatok utómunkálataira. Ebben az időben csatlakozott a csapathoz Stodulka Gábor (televíziós szerkesztő), Garai Cintia (zoológus, természetfilmes), Varga Kittner Bence (gyártásvezető), Lerner János (szerkesztő, rendező), Herdlicska Péter (gyártásvezető), Kiss Ágnes (fotós, animációs szakember, filmes), Brinner Zoltán (gyártásvezető), Vidos Erik (grafikus), Tisza Balázs (operatőr). Az induló csapat tagja volt még rövid ideig Mosonyi Szabolcs természetfilmes is.

## Hazai sikerei, elismerései
A Természetfilm.hu első hazai partnerei között volt a Fővárosi Növény- és Állatkert, valamint a Magyar Madártani és Természetvédelmi Egyesület. Ezeknek az együttműködéseknek köszönhetően született meg a Lulu a világszám (2007), és a Főszerepben a túzok (2007) című ismeretterjesztő filmek. Ebben az időszakban indult Magyarországon a Pusztaszeri Természetfilm Fesztivál, ahol a Természetfilm.hu minden évben elhozott valamilyen díjat. Rendszeres bemutatkozási lehetőséget biztosított még a hazai közönség előtt a kétévente megrendezésre kerülő, szolnoki Nemzetközi Tudományos Filmszemle is. Az egyesület ismertsége egyre nőtt, ezért egyre több természetvédelmi jellegű filmet készített, de mindeközben tudományos ismeretterjesztő feladatokat is ellátott.  A kreatív csapat tovább nőtt, csatlakozott hozzá Gauder Áron (animációs filmrendező), Gyenes Károly (főszerkesztő, író, rendező), Zachar Zita (rendező, szerkesztő), Dombovári Csongor (filmrendező), Nógrádi Timea (fotográfus, szerkesztő, rendező), Takács Rita (szerkesztő, író, rendező), Babinszki Edit (tudományos filmszerkesztő, rendező), Lerner Balázs (szerkesztő, rendező), Moraru Norbert (természetfilmes), Dóra Szilvia (kommunikációs munkatárs), Silimon Emese (operatőr, vágó, grafikus). A Természettudományi Múzeum megbízásából eleinte kisfilmeket, majd később állandó kiállításhoz szemléltető anyagokat készített, majd részt vett több tudományt népszerűsítő kampányban. A Természetfilm.hu filmjeit kezdetben az ORTT és a Magyar Mozgókép Közalapítvány támogatta. Jelenleg az egyesület a Médiatanács Média Mecenatúra programjának keretein belül nyújt be rendszeres időközönként pályázatokat. Az elkészült filmeket a hazai közönség a Magyar Televízióban, a DUNA Televízióban és a SPEKTRUM műsorán láthatja. A 2007-ben megszűnt Pusztaszeri Természetfilm Fesztivált 2015-től felváltotta a Gödöllői Nemzetközi Természetfilm Fesztivál, amelynek első ünnepélyes díjkiosztóján a Természetfilm.hu csapata nem kevesebb, mint 13 díjat vehetett át. 

## Nemzetközi eredményei
A Természetfilm.hu a saját iroda és stúdió elfoglalása után hamar Magyarország legtermékenyebb ismeretterjesztő filmgyártó műhelye lett. A megnövekedett létszám nagyobb helyet igényelt, és a csapat a Döbrentei téri irodából 2012-ben átköltözött a Budai Vár alá, majd innen tovább a Rózsadombra. Erre az időszakra tehető a Természetfilm.hu (angol nevén Filmjungle Society) nyitása a külföldi partnerek felé. Az EU Life Nature programja több természetvédelmi program megörökítésére adott megbízást, a berlini székhelyű Institute for Zoo and Wildlife Research kérésére több országban (Dél Afrika, Dánia, Malajzia) kellett az orrszarvúak megmentésén fáradozó kutatók munkáját dokumentálni, az ausztrál ABC televíziós csatorna tudományos magazinjának tudományos kisfilmeket készíteni. Az egyesület filmjei egyre nagyobb sikereket értek el a nemzetközi fesztiválokon. Az észt Matsalu, a német Naturvision és Greenscreen fesztiválok mellett az amerikai IWFF, a japán JWFF is többször elismerésben részesítette a Természetfilm.hu gyártásában készülő filmjeit. Oroszországban, a Bajkál Nemzetközi Természetfilm fesztiválról a Természetfilm.hu és a SASER Produkció közös filmje, a Cápák a Keresőmben (2013) elhozta a fődíjat. A világ legnagyobb természetfilmes szemléjére, a brit Wildscreen-re és a cseh Eastsilver mustrára bejutott az uniós támogatással elkészült Vipera Life (2014). 2010-től kezdve a szomszédos Romániában és Szlovákiában egyre több forgatás valósult meg a Természetfilm.hu részvételével, és koprodukciók valósultak meg külföldi filmgyártókkal, természetvédelmi szervezetekkel. A Természetfilm.hu ettől kezdve olyan távoli helyszínekre tudott forgatócsoportokat indítani, mint Kongó, Peru, Costa Rica, Brazília vagy Malajzia.

## A Természetfilm.hu filmográfiája
- 2016 A természetfilmezés kulisszatitkai, gyártó: Filmdzsungel Kft., a Természetfilm.hu közreműködésével (16x5’)
- 2015 Az újjáéledő Fertő, gyártó: Természetfilm.hu (26’)
- 2015 Safari a nagyvárosban, gyártó: T.ZS.M. Bt a Természetfilm.hu közreműködésével (16x5’)
- 2015 Herman100, MME40, avagy a természetvédelem hajnala Magyarországon, gyártó: Természetfilm.hu (52’)
- 2015 Szárnyakat a magasba! gyártó: T.ZS.M. Bt a Természetfilm.huközreműködésével(26’)
- 2015 4 Évszak a Hortobágyon (3D) gyártó: Természetfilm.hu (4x15’)
- 2015 A természetfilm magyar találmány?! gyártó: Természetfilm.hu (52’)
- 2015 A kőbaltás ember, gyártó: T.ZS.M. Bt a Természetfilm.hu közreműködésével (26’)
- 2015 Kis kamerák, nagyvadak, gyártó: T.ZS.M. Bt a Természetfilm.hu közreműködésével (52’)
- 2014 A Nagy Fafilm, gyártó: Természetfilm.hu(52’)
- 2014 Valamit visz a viz, gyártó: T.ZS.M. Bt a Természetfilm.hu közreműködésével (52’)
- 2014 Vipera Life - Egy kigyó élete, gyártó: Természetfilm.hu (52’)
- 2014 Bauxit Expedíció, gyártó: T.ZS.M. Bt a Természetfilm.hu közreműködésével (52’)
- 2014 Az időgyűrű ura, gyártó: T.ZS.M. Bt a Természetfilm.hu közreműködésével (3x26’, 52')
- 2013 SAS S.O.S., gyártó: Természetfilm.hu (26’)
- 2013 Budapest Underground, gyártó: T.ZS.M. Bt a Természetfilm.hu közreműködésével (2x26’)
- 2014 Kigyó a kézben, gyártó: Természetfilm.hu (26’)
- 2013 Cápák a keresőmben, a SASER Productions és a Természetfilm.hu koprodukciója (52’)
- 2012 Wild Crimes - Állati oknyomozók, gyártó: Természetfilm.hu (10x12’)
- 2012 Hogyan Lett látható a Láthatatlan Madárfotós, gyártó: Természetfilm.hu (20x5’)
- 2011 A Láthatatlan Madárfotós, gyártó: Természetfilm.hu (3x26’)
- 2011 Természetfilmesek és egyéb állatfajták, gyártó: Természetfilm.hu (13x26’)
- 2010 Fejjel a fajnak, gyártó: Természetfilm.hu (20x5’)
- 2011 Mindentudás Egyeteme 2.0 - Vízválasztón, Lég-Kör- Kép, gyártó: Természetfilm.hu
- 2010 Fejjel a fajnak, gyártó: Természetfilm.hu (20x5')
- 2010 A hangyák mindent tudnak, gyártó: Természetfilm.hu (10x12')
- 2010 Klímaváltozás a Kárpát-medencében, gyártó: Természetfilm.hu (26')
- 2010 A kígyók arisztokratája, gyártó: Természetfilm.hu (26')
- 2010 Bence + a többi jómadár, gyártó: Természetfilm.hu (26')
- 2009 Lapalala a követendő példa, gyártó: Természetfilm.hu (26')
- 2009 A vadmacska kilencedik élete, gyártó: Természetfilm.hu (26')
- 2007 Főszerepben a túzok, gyártó: Természetfilm.hu (26')
- 2007 Liliputi Mimikri, gyártó: Természetfilm.hu (3x26')
- 2007 Lulu a világszám, gyártó: Természetfilm.hu (26')
- 2006 A vízjárta puszták vidéke (26')
- 2006 Budapesti vadon, gyártó: T.ZS.M. Produkció a Természetfilm.hu közreműködésével, (26/52')
- 2006 A tűzben született sziget - Izland (36')
- 2006 Pápua Új Guinea - egy másik időzóna, gyártó: Természetfilm.hu jogelődje, ECOFilm Tengeralatti Kutatócsoport Egyesület (26')
- 2005 Tiszavirág- Egy nap pompa, gyártó: T.ZS.M. Produkció a Természetfilm.hu közreműködésével (26')
- 2006 10 Park Magyarország nemzeti parkjai, gyártó: T.ZS.M. Produkció a Természetfilm.hu közreműködésével
- 2004 Farkaslesen, gyártó: Természetfilm.hu jogelődje, ECOFilm Tengeralatti Kutatócsoport Egyesület (52')
- 2004 Fagyos oázis, gyártó: T.ZS.M. Produkció a Természetfilm.hu közreműködésével (52')
- 2004 A Monarchia hajóroncsai 1-3, gyártó: Természetfilm.hu jogelődje, ECOFilm Tengeralatti Kutatócsoport Egyesület (3x26')
- 2003 Az élet fagyos szigete Antarktisz, gyártó: T.ZS.M. Produkció a Természetfilm.hu közreműködésével (4x26')
- 2003 Ahol a madár sem jár… Patagónia, gyártó: T.ZS.M. Produkció a Természetfilm.hu közreműködésével (52')
- 2000 Gólyavári esték - tudaton innen és túl, gyártó: Természetfilm.hu jogelődje, ECOFilm Tengeralatti Kutatócsoport Egyesület (52')
- 2000 Az elveszett doboz, gyártó: Természetfilm.hu jogelődje, ECOFilm Tengeralatti Kutatócsoport Egyesület (5')
- 1998 A Kormorán-zátony amfórái, gyártó: Természetfilm.hu jogelődje, ECOFilm Tengeralatti Kutatócsoport Egyesület (26')
- 1997 Tengeri Történetek 1-2, gyártó: Természetfilm.hu jogelődje, ECOFilm Tengeralatti Kutatócsoport Egyesület (2x26')
- 1996 Adriai Pillanatok, gyártó: Természetfilm.hu jogelődje, ECOFilm Tengeralatti Kutatócsoport Egyesület (26')
- 1995 Akvárium falak nélkül, gyártó: Természetfilm.hu jogelődje, ECOFilm Tengeralatti Kutatócsoport Egyesület (26')
- Listaelem